# Průvodce (profese)
Průvodce nebo průvodce v cestovním ruchu je osoba, která provádí průvodcovskou činnost, to znamená že podává turistům odborný výklad o přírodním, či kulturním dědictví dané oblasti nebo místa v jazyce klienta.

## Historie
Od roku 2008 právní podmínky určoval zákon 130, který měnil zákon č.455/1991., Sb. o živnostenském podnikání (živnostenský zákon), ve znění pozdějších předpisů, a další související normy. Příloha č. 4 Živnost volná (k paragrafu 25 odstavec 2) obsahovala pod číslem 71 Provozování cestovní agentury a průvodcovská činnost v oblasti cestovního ruchu. Pojem vedoucí zájezdu v živnostenském zákoně nebyl, zájemce o tuto činnost tedy musel požádat o provozování cestovní agentury a průvodcovskou činnost v oblasti cestovního ruchu.

## Provádění v ČR
Od 1. 3. 2021 na základě zákona č. 117/2020 Sb., kterým se mění zákon č.  159/1999 Sb., o některých podmínkách podnikání a o výkonu některých činností v oblasti cestovního ruchu, byla přijata právní regulace průvodcovské činnosti. Průvodce v ČR vykonávat pouze osoba, které byl vydán Český národní průkaz průvodce I. nebo II. stupně.
Průvodce je povinen mít tento průkaz po celou dobu výkladu na viditelném místě.
Průvodce může mít průkaz umístěn na textilní šňůrce na krku či různých visačkách. Výkonem průvodcovské činnosti bez Českého národního průkazu se dopouští přestupku, za který mu může být uložena pokuta do 10 000 Kč.
Průkaz vydává a autorizujícím orgánem zkoušky je Ministerstvo pro místní rozvoj. Na webu Ministerstva pro místní rozvoj je také umístěn seznam vydaných průkazů. Osvědčení o zkoušce profesní kvaliffikace PK 65- 021-N je veřejnou listinou a má stejnou platnost jako maturitní nebo jakékoliv jiné školní vysvědčení. Osvědčuje, že průvodce splňuje podmínky podle zákona č. 159/1999 Sb. Osvědčení o zkoušce má také kvalifikační dovětek Evropské unie – tzv. European Qualification Framework – EQF.
Zkouška profesní kvalifikace Průvodce cestovního ruchu PK 65-021 N je nejvyšším stupněm kvalifikace průvodce cestovního ruchu v rámci tzv. celoživotního vzdělávání. Složení zkoušky je velmi důležité například i v momentu, kdy průvodce potřebuje doložit svou kvalifikaci v zahraničí.
Kvalifikaci Průvodce Prahou lze prokázat složením zkoušky Průvodce/kyně Prahou PK 65-028-N. Jedná se o velmi odbornou zkoušku. I průvodci, držitelé Osvědčení Průvodce Prahou musí mít Český národní průkaz průvodce cestovního ruchu. 

## Provádění mimo území ČR
V cizině může průvodce provádět jen za předpokladu, že je v dané zemi průvodcovsky způsobilý a splňuje tamější požadavky k této způsobilosti. V každé zemi jsou požadavky na odbornou způsobilost průvodce jiné a průběžně se mění.V některých zemích stačí pouze ohlášení před započetím činnosti, v některých zemích je třeba vykonat tzv. rozdílovou zkoušku nebo zkoušku průvodce. Jisté je, že vždy musí průvodce prokázat průvodcovskou způsobilost v zemi původu. Tu prokáže mimo například osvědčením o zkoušce profesní kvalifikace.

## Zkoušky profesní kvalifikace
- Zkouška Průvodce cestovního ruchu (PK 65-021 N)
- Zkouška Průvodce Prahou (PK 65-028 N)
- Zkouška Místní zástupce cestovní kanceláře (delegát) (PK 65-036 M)
- Zkouška Samostatný pracovník cestovní kanceláře a cestovní agentury PK 65-032 N)

## Trivia
Kolem přelomu 19. a 20. století (údaje z roku 1891 a 1914) nosili průvodci po Praze černou čepici s bílým písmenem C (concessini(e)rt, koncesionovaný).